# Municipio Vecchio (Monaco di Baviera)
Il Municipio Vecchio, in tedesco Altes Rathaus, era l'antica sede del municipio di Monaco di Baviera, in Germania.

## Storia

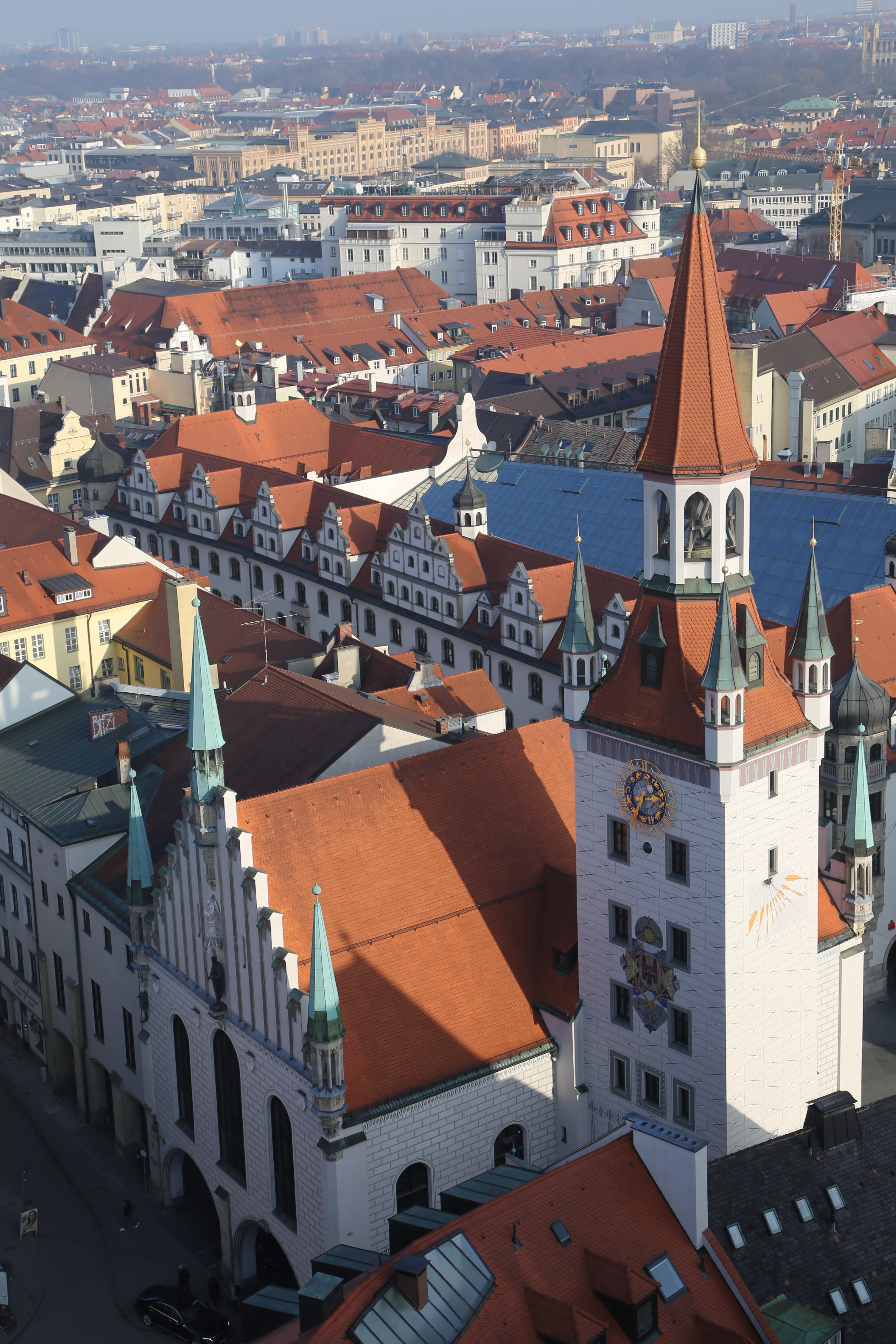
Il Municipio Vecchio visto dall'alto.

Il Municipio Vecchio originale risaliva al 1310, ma venne sostituito da un nuovo edificio iniziato nel 1470 e ultimato nel 1480, ed è quest'ultimo ad essere chiamato così. Questo edificio venne costruito su progetto di Jörg von Halsbach, che progettò anche la Frauenkirche. L'edificio venne ricostruito più volte nel corso dei secoli, l'ultima delle quali avvenne nel 1861-64 e conferì al municipio il suo attuale aspetto neogotico. Nel 1877 e nel 1934 furono costruiti due ingressi per facilitare lo scorrimento del traffico. La parte più antica del municipio è la torre, costruita tra il 1180 ed il 1200 e faceva parte delle fortificazioni della città. L'interno gotico del municipio è rimasto intatto. Al piano terra si trova il salone cerimoniale con le sue volte a botte lignee; lungo la parete vi è in fregio con 96 stemmi, risalente al 1478. È in programma di esporre di nuovo nel salone i Moriskentänzer di Erasmus Grasser, oggi infatti sono esposte delle copie, perché gli originali sono esposti allo Stadtmuseum. Da questo edificio è stata proclamata dai nazisti la cosiddetta "notte dei cristalli" il 9 novembre 1938.

## Museo
Dal 1983 l'edificio ospita il Spielzeugmuseum (Museo del giocattolo), che espone case di bambole, automobiline e soldatini di rame ed una mostra che illustra la storia della bambola Barbie.